# Timothy J. Richmond
Timothy John Richmond (* 9. Oktober 1948 in Corvallis) ist ein US-amerikanischer Molekularbiologe.
Richmond studierte an der Purdue University mit dem Bachelor-Abschluss 1970 und wurde 1975 an der Yale University bei Frederic M. Richards und Thomas A. Steitz mit einer Dissertation über Protein-DNA-Wechselwirkung promoviert. Als Post-Doktorand war er 1978 am MRC Laboratory of Molecular Biology in Cambridge bei Aaron Klug und studierte dort Chromatin. 1980 wurde er fest am Labor angestellt und klärte 1984 mit Röntgenstrukturanalyse den Aufbau des Nukleosom-Kernbestandteils bei 7 Angstrom Auflösung. Dafür erhielt er den Max Perutz Major Award. 1987 wurde er Professor an der ETH Zürich und verbesserte dort die Untersuchung des Nukleosoms in immer höherer Auflösung bis zu 2,8 Angstrom 1997 und 1,9 Angstrom 2002 (dafür erhielt er 1997 den Johnson Award der University of Pennsylvania und den Louis-Jeantet-Preis 2002). Sein Labor untersucht auch mit Röntgenstrukturanalyse verschiedene genregulierender Proteine an der DNA zum Beispiel für Transkriptionsfaktoren und die Chromatin-Fiber.
2004 wurde er Mitglied der Leopoldina, 2007 der National Academy of Sciences, 2000 der Academia Europaea, 1994 der American Association for the Advancement of Science und er wurde 1995 Mitglied der European Molecular Biology Organization (EMBO). 2006 erhielt er den Marcel-Benoist-Preis und 2002 den Louis-Jeantet-Preis. 2001 wurde er Ehrendoktor der Purdue University. Im Jahr 2010 zeichnete die Yale University ihn mit der Wilbur Cross Medal aus.